# Double Exposure (album)
Double Exposure è un album in studio a nome Chris Connor and Maynard Ferguson, pubblicato dalla Atlantic Records nel marzo del 1961.

## Tracce

### LP (1961, Atlantic Records, 8049/SD 8049)
Lato A (11777)
1. Summertime – 3:11 (testo: DuBose Heyward, Ira Gershwin – musica: George Gershwin) – Registrato il 23 gennaio 1961 a New York
2. I Only Have Eyes for You – 2:34 (testo: Al Dubin – musica: Harry Warren) – Registrato il 23 gennaio 1961 a New York
3. It Never Entered My Mind – 5:04 (testo: Lorenz Hart – musica: Richard Rodgers) – Registrato il 14 dicembre 1960 a New York
4. Two Ladies in De Shade of De Banana Tree – 2:36 (testo: Truman Capote – musica: Harold Arlen) – Registrato il 5 dicembre 1960 a New York
5. Spring Can Really Hang You Up the Most – 4:17 (Tommy Wolf) – Registrato il 14 dicembre 1960 a New York

Durata totale: 17:42
Lato B (11778)
1. The Lonesome Road – 4:20 (testo: Gene Austin – musica: Nathaniel Shilkret) – Registrato il 5 dicembre 1960 a New York
2. All the Things You Are – 2:48 (testo: Oscar Hammerstein II – musica: Jerome Kern) – Registrato il 14 dicembre 1960 a New York
3. Black Coffee – 3:37 (testo: Paul Francis Webster – musica: Sonny Burke) – Registrato il 14 dicembre 1960 a New York
4. Happy New Year – 4:23 (Gordon Jenkins) – Registrato il 5 dicembre 1960 a New York
5. That's How It Went All Right – 3:11 (testo: Dory Langdon – musica: André Previn) – Registrato il 23 gennaio 1961 a New York

Durata totale: 18:19

## Formazione
- Chris Connor – voce solista
- Maynard Ferguson – tromba, tutti gli assolo di tromba, trombone, corno francese
- Chet Ferretti – tromba
- Rolf Ericson – tromba
- Rick Kiefer – tromba (eccetto nei brani: A1, A2 e B5)
- Bill Berry – tromba (solo nei brani: A1, A2 e B5)
- Ray Winslow – trombone
- Kenny Rupp – trombone
- Joe Farrell – flauto, sassofono soprano, sassofono tenore
- Willie Maiden – clarinetto, sassofono tenore
- Frank Hittner – clarinetto basso, sassofono baritono
- Lanny Morgan – flauto, assolo di sassofono alto (brano: B5)
- Jaki Byard – pianoforte
- Charlie Sanders – contrabbasso
- Rufus Jones – Batteria

### Produzione
- Nesuhi Ertegun – produzione, supervisione
- Phil Ramone – ingegnere delle registrazioni
- Loring Eutemey – design copertina album originale
- Lee Friedlander – foto copertina album originale
- Gary Kramer – note retrocopertina album originale[3]